# Daternomina quasitrulla
Daternomina quasitrulla là một loài Trichoptera trong họ Ecnomidae. Chúng phân bố ở miền Australasia.